# Alyson Hannigan
Alyson Lee Hannigan (Washington D.C., 24 maart 1974) is een Amerikaans televisie- en filmactrice. Ze speelde onder meer van 1997 tot en met 2003 een vaste rol in de televisieserie Buffy the Vampire Slayer, waarvoor ze in 2003 een Saturn Award won. Van 2005 tot 2014 behoorde ze tot de vaste cast van de serie How I Met Your Mother. Hannigan speelde filmrollen in onder meer American Pie, American Pie 2 en American Wedding.

## Carrière
Hannigan werd al jong bekend door verschillende reclamespotjes waarin ze meespeelde, onder meer voor McDonald's, SixFlags en Oreos. Daarnaast had ze gastrollen in series als Roseanne en Touched by an Angel. Ze speelde in 1988 in My Stepmother Is an Alien een hoofdrol als dochter van Dan Aykroyd, twee jaar na haar filmdebuut in Impure Thoughts.
In 1997 begon Hannigan aan de rol van Willow Rosenberg in de televisieserie Buffy the Vampire Slayer, waarvoor ze 250 duizend dollar per aflevering verdiende. Hiervan maakte ze, samen met Sarah Michelle Gellar, alle zeven seizoenen mee. Van 2005 tot het einde in 2014 speelde ze opnieuw een vaste rol als Lily Aldrin in de sitcom How I Met Your Mother.
Hannigan speelde ook op het witte doek een wederkerende rol, als de op seks beluste fluitiste Michelle Flaherty-Levenstein in de eerste drie American Pie-delen en ook nog in het laatste deel American Reunion.

## Privé
Hannigan trouwde op 11 oktober 2003 met acteur Alexis Denisof, die ze ontmoette toen ze in Buffy speelden. Samen hebben ze twee dochters.

## Televisieseries
- Fancy Nancy (2018–2019) – Claire Clancy (stem)
- Robot Chicken – verschillende rollen (stem, 2 afl., 2011/2018)
- American Dad! – verschillende rollen (stem, 2 afl., 2011/2013)
- How I Met Your Mother (2005–2014) – Lily Aldrin
- Veronica Mars – Trina Echolls (3 afl., 2005)
- That '70s Show – Suzy Simpson (2 afl., 2004)
- Buffy the Vampire Slayer: The Animated Series (2004) – Willow Rosenberg (niet uitgezonden pilotaflevering)
- Angel – Willow Rosenberg (3 afl., 2001/2003)
- Buffy the Vampire Slayer (1997–2003) – Willow Rosenberg
- 100 Deeds for Eddie McDowd – Gigi (3 afl., 1999-2000)
- Touched by an Angel – Cassie Peters (afl. "Cassie's Choice", 1994)
- Almost Home – Samantha (2 afl., 1993)
- Roseanne – Becky's vriendin Jan (afl. "Like, a New Job", 1990)
- Free Spirit (1989–1990) – Jessie Harper

## Discografie
- Buffy the Vampire Slayer Cast – Once More, with Feeling (2002) (gastzang)
- Anthony Stewart Head en George Sarah – Music for Elevators (2002) (gastoptreden)
- Night Night, Little Marvin (from How I Met Your Mother) met Jason Segel (2013, single)
- How I Met Your Music: Deluxe (2014) (gastzang)

- Biblioteca Nacional de España: XX1608152
- Bibliothèque nationale de France: cb14032435k (data)
- Gemeinsame Normdatei: 103376759X
- International Standard Name Identifier: 0000 0001 1475 2623
- Library of Congress Control Number: no00079350
- MusicBrainz: df09624b-16c6-4147-9e6f-5a244e0c3975
- Système universitaire de documentation: 12603902X
- Trove: 1441773
- Virtual International Authority File: 75865733
- WorldCat: E39PBJvcYYTVHf9kxJVD37rXh3